# Cylindroiulus aternanus
Cylindroiulus aternanus är en mångfotingart som beskrevs av Karl Wilhelm Verhoeff 1930. Cylindroiulus aternanus ingår i släktet Cylindroiulus och familjen kejsardubbelfotingar. Inga underarter finns listade i Catalogue of Life.